# Tricheilostoma
Tricheilostoma es un género de serpientes de la familia Leptotyphlopidae. Las especies de este género se distribuyen por Sudamérica y el África subsahariana.

## Especies
Se reconocen las siguientes seis especies:
- Tricheilostoma bicolor (Jan, 1860)
- Tricheilostoma broadleyi (Wallach & Hahn, 1997)
- Tricheilostoma dissimilis (Bocage, 1886)
- Tricheilostoma greenwelli (Wallach & Boundy, 2005)
- Tricheilostoma kongoensis Trape, 2019
- Tricheilostoma sundewalli (Jan, 1862)